# Peggle Blast
Peggle Blast — казуальна відеогра-головоломка, розроблена PopCap Games і опублікована Electronic Arts у серії Peggle. Випущена 2 грудня 2014 року для Android та iOS, це друга гра у франшизі, випущена для мобільних пристроїв, першою була портована Peggle. Blast був ексклюзивно доступний у Google Play Store і App Store до його випуску для веб-переглядачів як Peggle Blast HD 31 березня 2020 року. Electronic Arts анонсувала Blast наприкінці 2014 року.

## Ігровий процес
На більшості рівнів гравці повинні вдарити всі 25 помаранчевих кілочків, щоб подолати поточний рівень. Однак на деяких рівнях для прогресу гравець повинен кидати дорогоцінні камені, висиджувати яйця або виконувати певні стильові удари. Надаються два бонуси, унікальні для кожного персонажа. Ще одна інша механіка в Blast полягає в тому, що вона використовує систему рівнів, а також систему життя. Якщо гравцеві не вдається пройти гру, він втрачає життя та повинен повторити рівень. Гравці, які втратили всі шість життів, повинні дочекатися відновлення життя. Blast також пропонує додаткові бонуси, які можна придбати в грі, як-от Super Guide. У грі також представлено багато перешкод, таких як вогняні кулі, кілочки, вкриті брудом, і замерзлі кілочки. Інші режими гри включають висиджування яєць фенікса або скидання алмазів на дно дошки. Гравці можуть підключитися до Facebook у грі, щоб отримати додаткове життя, відправити додаткові життя друзям і побачити друзів на карті світу. Досягнення можна отримати в грі, підключившись до Google Play Games на Android або Game Center на iOS.

## Звільнення
Blast був випущений як для iOS, так і для Android 2 грудня 2014 року, майже через рік після свого попередника, Peggle 2. Гра отримала оновлення, які додають нові рівні та майстри.
У березні 2020 року Peggle Blast HD було анонсовано в Twitter на офіційній сторінці Peggle.  Гра була випущена на Pogo.com 31 березня 2020 року. Blast HD має покращену графіку, нові досягнення та інтеграцію сервісів Pogo.

## Рецепція
Загалом Peggle Blast отримав змішані або середні відгуки критиків. У Metacritic, який призначає нормалізований рейтинг зі 100 балів рецензіям звичайних критиків, середня оцінка гри становить 52 бали на основі 10 рецензій, що вказує на змішані чи середні перегляди.  Критик Gamezebo, Надя Оксфорд, похвалила графіку гри, але не схвалила покупки в програмі, написавши: «EA вважає нас за лохів».  Критик Destructoid Кріс Картер розкритикував мікротранзакції гри, порівнявши її з Candy Crush. 